# Kitchen-sink drama
Kitchen-sink drama (pol. dramat kuchennego zlewu) – utworzone przez krytykę literacką w latach 60. XX wieku pojęcie, związane z teatrem brytyjskim, odnoszące się do specyficznego realizmu w twórczości niektórych brytyjskich autorów w okresie 1956–1976. Termin ten utworzony został jako nawiązanie do naturalistycznego tła akcji ich utworów. Pojęcie używane było głównie przez dziennikarzy i krytyków, nie utożsamiali się z nim natomiast sami autorzy dramatów; początkowo miało wydźwięk lekceważący, obecnie używane jest jako termin opisowy o neutralnym nacechowaniu. 
Twórczość ta poświęcona była przede wszystkim problemom brytyjskiej klasy robotniczej, przedstawiając jej życie w naturalistycznie uchwyconym codziennym otoczeniu (ubogie mieszkania, sutereny, kuchnie, przedmieścia itp.). Sztuki określane jako kitchen-sink drama zazwyczaj pozbawione były fabuły jako takiej i przedstawiały jedynie pewną rzeczywistość społeczną oraz  charakterystyczne dla nich były naturalne dialogi, brak pointy i jasnego przekazu moralnego.
Do twórców kitchen-sink drama należą m.in.:
- John Arden (Żyjcie jak świnie)
- Henry Livings (Kimkolwiek jesteś, przestań)
- John Osborne (Miłość i gniew)
- Alun Owen (Wędrówka do parku)
- Arnold Wesker (Kuchnia, Rosół z kury z kaszą jęczmienną)
- Lindsay Anderson (Sportowe życie)